# José Mendes
José João Pimenta Costa Mendes (* 24. April 1985 in Guimarães) ist ein ehemaliger portugiesischer Straßenradrennfahrer.

## Karriere
Als Junior nahm José Mendes seit dem Jahr 2002 an den Straßenradsport-Weltmeisterschaften teil. Im Jahr 2003 sicherte er sich den nationalen Juniorentitel im Zeitfahren. Auch als U23-Fahrer nahm er regelmäßig an den internationalen Meisterschaften teil und bestritt zweimal die Tour de l’Avenir. Bei der Volta ao Portugal do Futuro konnte er zwischen 2005 und 2007 vier Etappen gewinnen, wobei er sich im Jahr 2007 auch die Gesamtwertung sicherte.
Im Jahr 2008 erhielt er im Alter von 22 Jahren einen Vertrag beim portugiesischen Professional Continental Team Benfica. Bei der Luxemburg-Rundfahrt wurde er Neunter in der Gesamtwertung und belegte damit den dritten Rang in der Nachwuchswertung. In den nachfolgenden Jahren fuhr er jeweils eine Saison für die UCI Continental Team Liberty Seguros und LA-Paredes Rota dos Moveis. Nachdem er im Jahr 2010 eine Etappe beim Grande Prémio Internacional de Torres Vedras gewann wechselte er zum polnischen Professional Continental Team CCC Polsat-Polkowice, das er jedoch bereits nach einer Saison wieder verließ. Für das Jahr 2012 kehrte er zum LA Aluminios-Antarte Team (zuvor LA-Paredes Rota dos Moveis) zurück. Im Nachhinein wurde ihm die siebte Etappe der Portugal-Rundfahrt 2010 zugesprochen, nachdem der ursprüngliche Sieger wegen Dopings disqualifiziert worden war.
Mit der Saison 2013 wechselte José Mendes im Alter von 27 Jahren zum Team NetApp-Endura (später Bora-Argon 18). Die deutsche Mannschaft fuhr damals als Professional Continental Team und erhielt eine Wildcard für die Vuelta a España 2013, bei der Mendes mit dem 22. Gesamtrang sein Grand-Tour-Debüt gab. Ein Jahr später ging er erstmals bei der Tour de France an den Start und belegte den 124. Gesamtrang. Im Jahr 2016 gewann er erstmals das Straßenrennen der portugiesischen Meisterschaften und vertrat sein Heimatland bei den Olympischen Spielen von Rio de Janeiro. Nachdem die deutsche Mannschaft unter dem Namen Bora-hansgrohe zu einem UCI WorldTeam aufstieg, absolvierte er eine letzte Saison in deren Trikot, ehe er zum spanischen Professional Continental Team Burgos-BH wechselte.
Nach einem weiteren sieglosen Jahr bei Burgos-BH wurde er als Fahrer der Sporting/Tavira Mannschaft ein zweites Mal portugiesischer Meister im Straßenrennen, ehe er in den Jahren 2020 und 2021 für das portugiesische UCI Continental Team W52-FC Porto fuhr.
In seinen letzten drei Saisonen ging er für die UCI Continental Teams Aviludo-Louletano-Loulé Concelho und Victoria Sports Cycling Team an den Start, ohne ein nennenswertes Ergebnis einzufahren.

## Erfolge
2010
- eine Etappe Grande Prémio Internacional de Torres Vedras
- eine Etappe Volta a Portugal[2]

2015
- Mannschaftszeitfahren Giro del Trentino

2016
- Portugiesische Meisterschaft – Straßenrennen

2019
- Portugiesische Meisterschaft – Straßenrennen

## Grand Tour-Gesamtwertung
| Grand Tour            | 2013 | 2014 | 2015 | 2016 | 2017 | 2018 |
| --------------------- | ---- | ---- | ---- | ---- | ---- | ---- |
| Giro d’ItaliaGiro     | −    | −    | −    | −    | 48   | −    |
| Tour de FranceTour    | −    | 124  | 140  | −    | −    | −    |
| Vuelta a EspañaVuelta | 22   | −    | −    | 54   | −    | 83   |